# Metsapere (Lääne-Saare)
Metsapere – wieś w Estonii, w prowincji Sarema, w gminie Lümanda.